# 1574

## Esdeveniments
Països Catalans
- Es comença a construir la Catedral de Terrassa.

Món
- 30 d'agost: El Guru Ram Das esdevé el Quart Guru/Senyor Sikh.
- 22 de novembre: Juan Fernández descobreix l'Arxipèlag Juan Fernández.
- Fundació de Cochabamba (Bolívia)
- La monarquia hispànica perd Tunis i La Goleta.
- És canonitzat el Papa Lleó I (Papa des del 440 fins al 461) per Gregori XIII.

## Naixements
Països Catalans
- 14 de juliol - Riudellots de la Selva: Dalmau Ciurana, frare dominic. Per la seva vida religiosa, és considerat venerable. (m. 1637)
- Terrassa: Joan Font i Maduixer, prevere i missioner jesuïta, mort màrtir a Mèxic. Ha estat proclamat Servent de Déu per l'Església catòlica. (m. 1616)

Món
- 6 de maig - Roma: Innocenci X, Papa de l'Església catòlica entre 1644 i 1655. (m. 1655)[1]
- 12 de desembre - palau de Skanderborg (Dinamarca): Anna de Dinamarca, princesa danesa de la Casa d'Oldenburg i reina consort d'Anglaterra i d'Escòcia (m. 1619)
- París: Daniel Dumonstier, pintor francès dedicat a la reialesa. (m. 1646)
- Changzhou: Feng Menglong, escriptor.

## Necrològiques
Països Catalans
- 5 d'abril - Palma (Mallorca): Santa Catalina Thomàs, religiosa catòlica mallorquina (n. 1531).[2]
- València: Rafael Martí de Viciana, historiador i cronista valencià més conegut del segle xvi, juntament amb Pere Antoni Beuter. (n. 1502)

Món
- 21 d'abril - Villa di Castello, a prop de Florència: Cosme I de Mèdici, Gran Duc de Toscana. (n. 1519)[3]
- 30 de maig - Castell de Vincennes, París (Regne de França): Carles IX de França, duc d'Orleans i rei de França. (n. 1550)[4]
- 27 de juny - Florència, Itàlia: Giorgio Vasari, pintor, arquitecte i historiador de l'art italià (n. 1511).[5]
- 27 de juliol - Florència: Giorgio Vasari, arquitecte, pintor i escriptor italià. (n. 1511)[6]
- 15 de setembre - Torí, Ducat de Savoia: Margarida de Valois i de França, princesa de França, Duquessa de Berry i duquessa consort de Savoia (n. 1523).[7]
- 13 de desembre - Istanbul (Imperi Otomà): Selim II, soldà de l'Imperi Otomà des de 1566 fins al 1574. (n. 1524)
- Levan de Kakhètia, rei de Kakhètia, assassinat pel seu fill Alexandre II de Kakhètia. (n. 1504)
- Istanbul: Pertev Mehmed Paixà, alt dignatari i almirall otomà.